# Хорошев, Юрий Николаевич
Ю́рий Никола́евич Хо́рошев (род. 5 марта 1955, Чапаевск) — советский и российский тренер по боксу. Тренер СДЮСШОР города Новокуйбышевска и сборной команды Самарской области, личный тренер двукратного чемпиона России, мастера спорта международного класса Василия Веткина. Заслуженный тренер России.

## Биография
Юрий Хорошев родился 5 марта 1955 года в городе Чапаевске Куйбышевской области, с 1957 года постоянно проживал в Новокуйбышевске.
Активно заниматься боксом начал в возрасте четырнадцати лет, проходил подготовку под руководством основоположника новокуйбышевской школы бокса Геннадия Геннадьевича Тимофеева. В 1978 году занял второе место на чемпионате РСФСР, в 1980 году — чемпион РСФСР по боксу. Как спортсмен успешно выступал на соревнованиях до 27 лет, провёл более 150 боёв, выполнил норматив мастера спорта СССР.
Окончил Куйбышевский государственный педагогический институт (ныне Самарский государственный социально-педагогический университет), после чего занялся тренерской деятельностью.
Наибольшего успеха в боксе добился именно как тренер. В течение многих лет работал на отделении бокса в новокуйбышевской Специализированной детско-юношеской спортивной школе олимпийского резерва. Занимал должность председателя тренерского совета Федерации бокса Самарской области, старший тренер сборных команд Самарской области по боксу. Тренер высшей квалификационной категории.
За долгие годы тренерской работы Хорошев подготовил многих титулованных боксёров, добившихся успеха как на всероссийском, так и на международном уровне. В общей сложности за более чем тридцатилетний период тренерской работы его учениками в разное время были 22 мастера спорта и один мастер спорта международного класса. В числе самых известных его воспитанников — мастер спорта международного класса Василий Веткин, чемпион Европы среди юниоров и молодёжи, двукратный чемпион России, участник летних юношеских Олимпийских игр в Сингапуре и Европейских игр в Баку. За выдающиеся успехи на тренерском поприще Юрий Хорошев был удостоен почётного звания «Заслуженный тренер России».
Отличник народного просвещения РСФСР. Отличник физической культуры и спорта. Заслуженный работник физической культуры Российской Федерации.